# Sorgtyranner
Sorgtyranner (Rhytipterna) är släkte i familjen tyranner inom ordningen tättingar. Släktet omfattar tre arter som förekommer i Central- och Sydamerika från sydöstra Mexiko till sydöstra Brasilien:
- Rödbrun sorgtyrann (R. holerythra)
- Grå sorgtyrann (R. simplex)
- Ljusbukig sorgtyrann (R. immunda)